# Alcanena (freguesia)
Alcanena é uma vila portuguesa que foi sede da Freguesia de Alcanena do Município de Alcanena, freguesia que tinha 10,36 km² de área e 4 131 habitantes (2011), tendo, por isso, uma densidade populacional de 398,7 hab/km².
A Freguesia de Alcanena foi extinta (agregada), em 2013, no âmbito de uma reforma administrativa nacional, tendo sido agregada à freguesia de Vila Moreira, para formar uma nova freguesia denominada União das Freguesias de Alcanena e Vila Moreira da qual é sede.
Parte da área da antiga freguesia de Alcanena incluía a totalidade da área da sede de Município, a vila de Alcanena.

## População
| População da Freguesia de Alcanena | População da Freguesia de Alcanena | População da Freguesia de Alcanena | População da Freguesia de Alcanena | População da Freguesia de Alcanena | População da Freguesia de Alcanena | População da Freguesia de Alcanena | População da Freguesia de Alcanena | População da Freguesia de Alcanena | População da Freguesia de Alcanena | População da Freguesia de Alcanena | População da Freguesia de Alcanena | População da Freguesia de Alcanena | População da Freguesia de Alcanena | População da Freguesia de Alcanena |
| ---------------------------------- | ---------------------------------- | ---------------------------------- | ---------------------------------- | ---------------------------------- | ---------------------------------- | ---------------------------------- | ---------------------------------- | ---------------------------------- | ---------------------------------- | ---------------------------------- | ---------------------------------- | ---------------------------------- | ---------------------------------- | ---------------------------------- |
| 1864                               | 1878                               | 1890                               | 1900                               | 1911                               | 1920                               | 1930                               | 1940                               | 1950                               | 1960                               | 1970                               | 1981                               | 1991                               | 2001                               | 2011                               |
| 2 063                              | 2 480                              | 3 011                              | 3 338                              | 3 695                              | 3 072                              | 2 962                              | 3 110                              | 3 373                              | 3 405                              | 3 235                              | 3 755                              | 4 146                              | 4 339                              | 4 131                              |

Nos anos de 1864 a 1911 pertencia ao concelho atual munic]ioio( de Torres Novas. Pela lei nº 156, de 08/05/1914, que criou o concelho de Alcanena, esta freguesia passou a fazer parte do novo concelho. Pelas leis nº 1767, de 11/04/1925, e nº 994, de 26/06/1920, foram desanexados lugares desta freguesia para constituira as de Moitas Venda e Vila Moreira
| Distribuição da População por Grupos Etários | Distribuição da População por Grupos Etários | Distribuição da População por Grupos Etários | Distribuição da População por Grupos Etários | Distribuição da População por Grupos Etários | Distribuição da População por Grupos Etários | Distribuição da População por Grupos Etários | Distribuição da População por Grupos Etários | Distribuição da População por Grupos Etários | Distribuição da População por Grupos Etários |
| -------------------------------------------- | -------------------------------------------- | -------------------------------------------- | -------------------------------------------- | -------------------------------------------- | -------------------------------------------- | -------------------------------------------- | -------------------------------------------- | -------------------------------------------- | -------------------------------------------- |
| Ano                                          | 0-14 Anos                                    | 15-24 Anos                                   | 25-64 Anos                                   | > 65 Anos                                    |                                              | 0-14 Anos                                    | 15-24 Anos                                   | 25-64 Anos                                   | > 65 Anos                                    |
| 2001                                         | 661                                          | 618                                          | 2 301                                        | 759                                          |                                              | 15,2%                                        | 14,2%                                        | 53,0%                                        | 17,5%                                        |
| 2011                                         | 589                                          | 435                                          | 2 277                                        | 830                                          |                                              | 14,3%                                        | 10,5%                                        | 55,1%                                        | 20,1%                                        |

Média do País no censo de 2001:  0/14 Anos-16,0%; 15/24 Anos-14,3%; 25/64 Anos-53,4%; 65 e mais Anos-16,4%
Média do País no censo de 2011:   0/14 Anos-14,9%; 15/24 Anos-10,9%; 25/64 Anos-55,2%; 65 e mais Anos-19,0%

## Património
- Gruta da Marmota
- Centro Ciência Viva do Alviela-Carsoscópio